# Sept Ans de réflexion
Pour plus de détails, voir Fiche technique et Distribution.
Sept Ans de réflexion (titre original : The Seven Year Itch) est une comédie américaine de Billy Wilder, sortie en 1955.

## Synopsis
Dans un style cher au réalisateur, le film commence par une séquence chez les Indiens algonquins qui ont donné le nom Manhattan à cette célèbre île de New York, il y a quelques centaines d'années : les guerriers font leurs adieux à femmes et enfants qui partent pour des régions plus fraîches pendant les grandes chaleurs d'été, et tout de suite après tombent sous le charme de jeunes et charmantes squaws...
Richard Sherman, un responsable dans une petite maison d'édition spécialisée dans les (ré)éditions bon marché à couvertures aguichantes, a accompagné sa femme Helen et son fils Ricky à la gare pour les mêmes raisons : ceux-ci quittent la fournaise new-yorkaise pour se rendre dans le Maine, bien plus accueillant en été. À peine séparés, les tentations sensuelles sont déjà présentes et menaçantes, mais Richard se promet de ne jamais y succomber, comme d'ailleurs à l'alcool et à la cigarette, suivant les recommandations de son épouse et de son médecin.
Il rentre chez lui et fait la connaissance d'une jeune femme à la beauté insensée, modèle dans la publicité, qui a emménagé dans l'appartement des voisins du dessus. Non, il ne cédera pas à la tentation, se répète-t-il. Richard est un homme à l'imagination galopante et conçoit ainsi plein de scénarios, par exemple pour révéler à sa femme son pouvoir de séduction ou pour charmer sa nouvelle voisine. Grâce à cette fantaisie d'esprit, il se donne aussi de bonnes raisons d'agir. De fil en aiguille, d'un premier rendez-vous au suivant, une relation avec l'irrésistible starlette peut s'engager.
Quelques personnages hauts en couleur viennent troubler soit ses intentions soit sa mauvaise conscience. Par exemple, le docteur Brubaker, auteur d'une étude intitulée De l'homme et son subconscient (que l'éditeur veut re-titrer Du sexe et de la violence, avec la couverture appropriée), livre dans lequel Richard découvre – excuse bienvenue – que beaucoup d'hommes dans leur septième année de mariage passent par une phase d'infidélité sporadique nommée « démangeaison de la septième année » (d'où le titre en V.O. The Seven Year Itch). Ou encore Kruhulik, le concierge venu chercher un tapis à nettoyer. Et Tom MacKenzie, une connaissance de la famille qui pourrait bien séduire la femme de Richard.

## Fiche technique
- Titre original : The Seven Year Itch

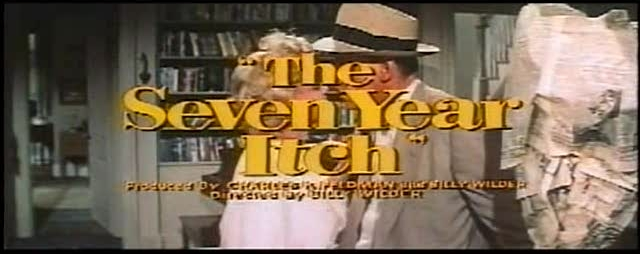
Titre original, tiré de la bande-annonce du film.

- Titre français : Sept Ans de réflexion
- Réalisation : Billy Wilder
- Scénario : Billy Wilder et George Axelrod, d'après la pièce de ce dernier
- Photographie : Milton R. Krasner
- Montage : Hugh S. Fowler
- Son : Harry M. Leonard (en) et E. Clayton Ward
- Direction artistique : Stuart A. Reiss et Walter M. Scott
- Costumes : Travilla et Charles Le Maire
- Musique : Alfred Newman, avec des extraits du concerto pour piano no 2 de Rachmaninov
- Producteurs : Charles K. Feldman, Billy Wilder et Doane Harrison (associé)
- Société de production : 20th Century Fox
- Pays de production :  États-Unis
- Langue : anglais
- Durée : 100 minutes.
- Format : Couleurs (DeLuxe) - 35 mm - 2,55:1 (CinemaScope) - Son stéréo 4 pistes (Western Electric Recording)
- Dates de sortie :
  - États-Unis : 3 juin 1955
  - France : 29 février 1956
- Affiche : Boris Grinsson (France)

## Distribution

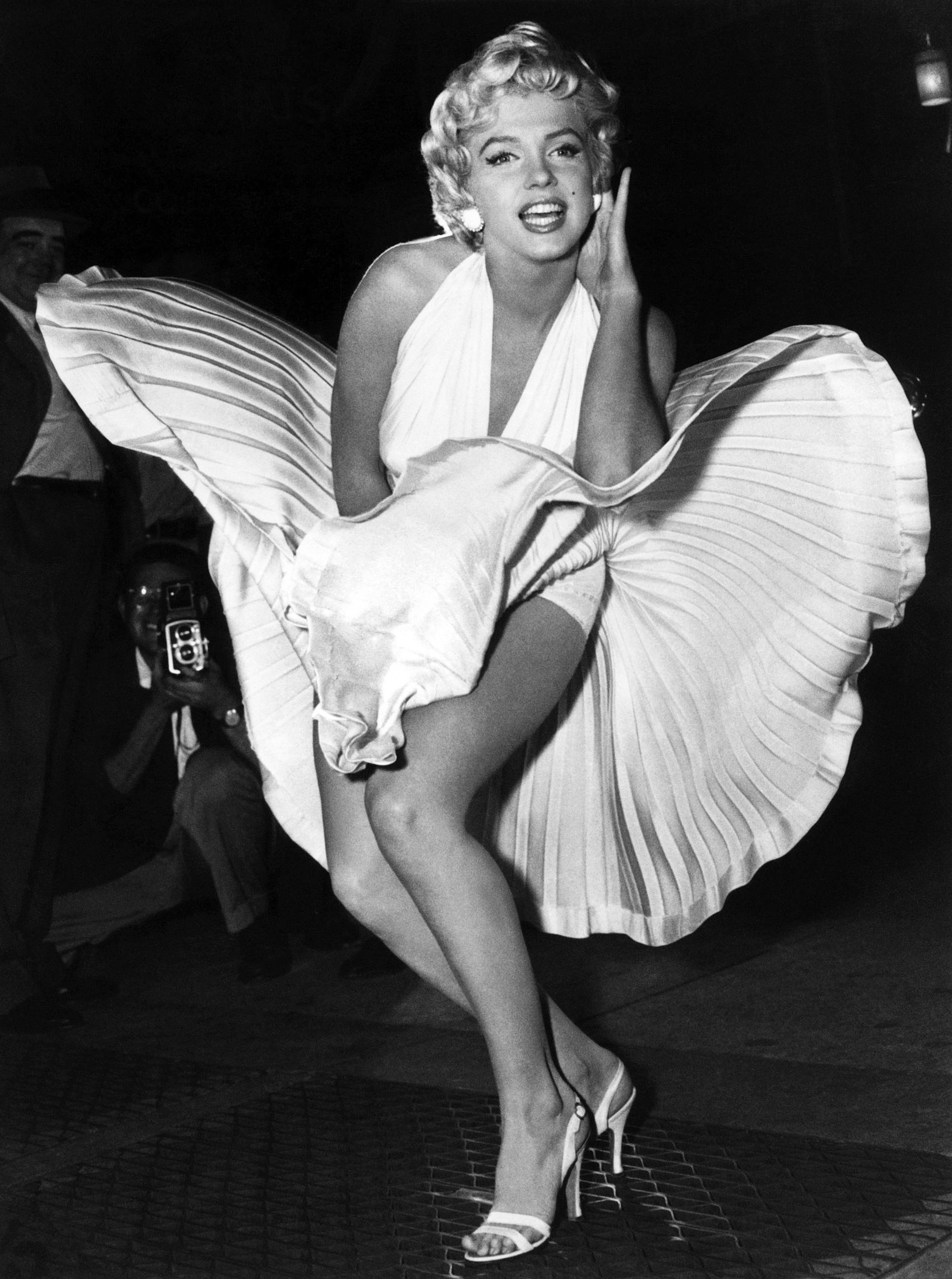
Marilyn Monroe posant pour des photographes lors du tournage de la scène de la grille du métro dans le film, en septembre 1954.

- Marilyn Monroe (VF : Claire Guibert) : la jeune femme (« the girl »)
- Tom Ewell (VF : Roger Tréville) : Richard Sherman
- Evelyn Keyes (VF : Jacqueline Ferrière) : Helen Sherman
- Sonny Tufts (VF : Claude Bertrand) : Tom MacKenzie
- Robert Strauss : M. Kruhulik, le concierge
- Oscar Homolka (VF : Raymond Rognoni) : le docteur Brubaker
- Marguerite Chapman : Miss Morris, la secrétaire
- Victor Moore (VF : Mario Painvin) : le plombier
- Donald MacBride (VF : Claude Péran) : M. Brady
- Carolyn Jones : Miss Finch, l'infirmière de nuit
- Mary Young : une passagère à la gare (non créditée)
- Doro Merande : la serveuse du restaurant végétarien (non créditée)
- Tom Nolan (acteur) (en) : Ricky Sherman (non crédité)

## Production

### Genèse
Le film est inspiré d'une des pièces les plus audacieuses pour l’époque, jouée 18 000 fois à Broadway, qui aborde la sexualité en général et l’adultère en particulier.

### Attribution des rôles

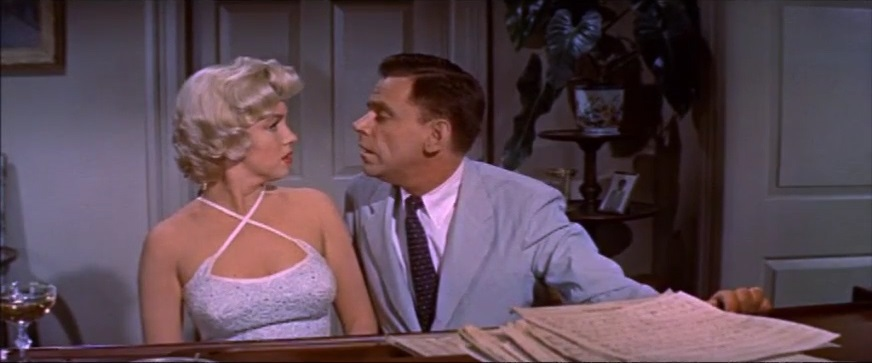
Marilyn Monroe et Tom Ewell dans le film.

Walter Matthau avait auditionné pour le rôle, car le réalisateur Billy Wilder voulait un homme commun et non une gravure de mode, afin que chaque mâle américain puisse mieux s'identifier et que le fantasme de la séduction soit plus représentatif. Mais c'est finalement Tom Ewell, qui avait créé le rôle de Richard à Broadway, qui est choisi.
Si, dans la pièce de théâtre c'était Vanessa Brown qui interprétait le rôle de la jeune femme, c'est Marilyn Monroe qui partage la tête d'affiche avec Tom Ewell, dans son 24e film.
Contrairement à ce qui a pu être dit, Marilyn n’incarne pas le rôle d'une sotte, mais plutôt une jeune femme naïve et spontanée. Son personnage n'a pas de nom (dans le script, elle est nommée « the girl », « la fille »). Elle est belle, le sait mais n'en joue pas : elle séduit sans vouloir séduire. Dans le film, son personnage est âgé de 22 ans, alors que pendant le tournage Monroe en avait 28. L'actrice vivait à l'époque des moments difficiles avec son époux Joe DiMaggio, ce qui se soldera par leur divorce pendant le tournage, après quelques mois de mariage seulement. Cependant, à la première du film le 1er juin 1955, jour du 29e anniversaire de Monroe, c'est DiMaggio qui l'accompagne.

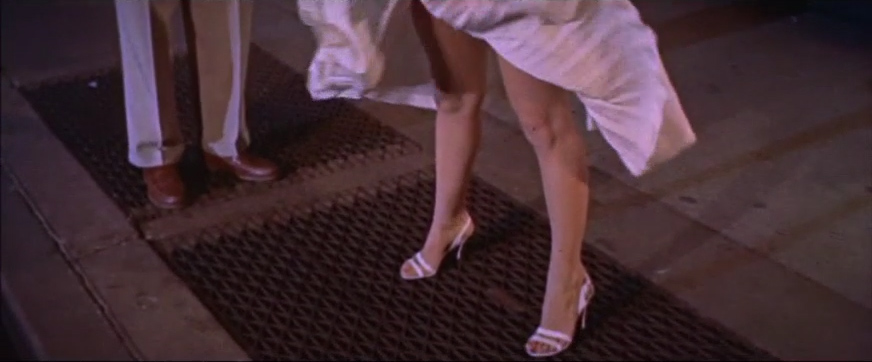
Les jambes de Marilyn Monroe dans la scène de la bouche du métro.

Avec ce grand succès, Marilyn obtint plus de pouvoir face aux studios, notamment quant aux choix des scripts et des réalisateurs.
Dans le film, les scénaristes ont glissé un clin d'œil à la « véritable » Marilyn : quand le personnage de Tex demande à Richard de quelle blonde il parle, celui-ci répond : « Maybe it's Marilyn Monroe (« C'est peut-être Marilyn Monroe ») ».

## Accueil

### Critique
Sur le site agrégateur de critiques Rotten Tomatoes, le film obtient un score de 87 % d'avis favorables, sur la base de 31 critiques collectées et une note moyenne de 7,20/10.

### Box-office
En 1955, Sept Ans de réflexion a été le plus gros succès de la Fox[réf. souhaitée] : ayant coûté 1,8 million de dollars[réf. souhaitée], il en rapporta 6.

## Distinctions

### Récompense
- Golden Globes 1956 : Golden Globe du meilleur acteur dans une comédie pour Tom Ewell[4],[5].

### Nomination
- Directors Guild of America Awards 1956 : nomination au prix du meilleur réalisateur pour Billy Wilder[6],[7].

### Hommage
En 2000, le film est classé au 51e rang de la liste des 100 meilleurs films de comédie (AFI's 100 Years... 100 Laughs) établie par l'American Film Institute.

## Analyse

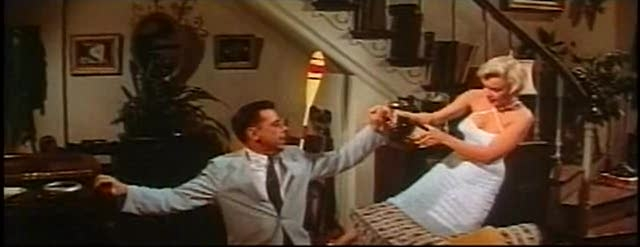
Tom Ewell et Marilyn Monroe dans le film.

La pièce de théâtre adaptée dans le film, écrite par George Axelrod, a rencontré un très grand succès à Broadway en 1952 et, rapidement, les studios de Hollywood s'y sont intéressés. L'auteur ne désirait pas que le film soit présenté au public alors que la pièce se jouait encore. De plus, le sujet de la pièce, une affaire d'adultère, ne pouvait pas passer le cap de la censure : à cette époque en effet le sévère code Hays régissait la morale des œuvres cinématographiques.
Le Code préconisait en effet entre autres que « l'adultère ne devra jamais être sujet à plaisanteries ». Les responsables de l'adaptation, Billy Wilder et George Axelrod, ont donc dû modifier de manière importante l'intrigue. Contrairement à la pièce qui aborde l'adultère de manière directe et drôle, dans le film il y a beaucoup de désir chez Richard mais pas de concrétisation. Les effets humoristiques des dialogues ont également été atténués. Souvent, c'est en mode subjectif que Richard, à haute voix, partage ses pensées avec le public.
La structure théâtrale reste néanmoins très présente : presque toute l'action se concentre dans l'appartement de Richard — à l'exception de la célèbre scène de la bouche d'aération de métro — et est filmée presque exclusivement en plan américain (pas un seul gros plan), restituant ainsi l'unité de lieu et la perspective unique du spectateur de théâtre. De même, le scénario comporte peu de scènes mais celles-ci sont relativement longues.
Le film joue avec la réalité et le monde onirique car Richard est très imaginatif. Une séquence-clin d'œil où il se fait séduire par une femme fait référence à la scène mémorable dans Tant qu'il y aura des hommes (1953) entre Burt Lancaster et Deborah Kerr sur la plage. La femme qui embrasse Richard lui explique l'effet qu'il exerce sur elle : « And it'll bother me always, "from here to eternity" (« Cela me troublera jusqu'au Jugement dernier ») », From Here to Eternity étant le titre original de Tant qu'il y aura des hommes.